# Robert E. M. Hedges
Robert Ernest Mortimer Hedges brit archaeológus, a Royal Society tagja; 2008-ban megkapta a Társaság aranyérmét.

## Tudományos munkássága
A Cambridge-i Egyetemen szerzett Ph.D. fokozatot.
Az 1980-as évek óta az Oxfordi Egyetem radiokarbon kormeghatározó laboratóriumának, majd az egyetem teljes régészeti laboratóriumegyüttesének (RLAHA – RESEARCH LABORATORY FOR ARCHAEOLOGY & THE HISTORY OF ART) vezetője. Bryan Sykes-szal közösen elsőként dolgozott ki módszert a középkori csontmaradványok komplex (genetikai és radiokarbon) vizsgálatára.
Fő szakterülete a stabil izotópok vizsgálata, és az ilyen vizsgálatokból levonható következtetések – elsősorban a régészeti lelőhelyek környezeti viszonyainak rekonstruálása az emberek és állatok táplálkozásának elemzéséből. Sokat foglalkozik az eltemetett csontok diagenetikus átalakulásaival, a leletekben megőrzött biogén molekulák azonosításával.
Mivel a csontok kollagén-tartalmának hagyományosan elemzett szén-, illetve nitrogén-izotóparánya mindössze két paraméter, ami édeskevés egy a táplálkozáshoz hasonlóan összetett rendszer kielégítő jellemzéséhez, két irányban is továbbfejlesztette a módszert, jelentősen kibővítve annak alkalmazási lehetőségeit:
- egyrészt elkezdte külön-külön vizsgálni az egyes aminosavak izotóparányait,
- másrészt új, korábban ilyen célra nem használt elemek (kén, hidrogén, oxigén (az utóbbi időben már kalcium és bór is) izotóparányainak vizsgálatával bővítette a módszer alkalmazásának lehetőségeit.

A leletanyagból korszerű módszerekkel kinyerhető adatokat – a terepi mintavételtől a komplex táplálkozástudományi modellekig – egységes módszertani keretbe szervezte, jelentősen javítva a vizsgálatok informativitását.

### 2001–2009 között megjelent publikációi
1. Cikkek és konferenciakivonatok
2001:
- Rush, E., Hedges, R. E. M., Aalsbersberg, B., Qionibaravi, Dinacika & Laulu, M., (2001), Staple food intake in a rural village in Verata, Fiji, Journal of Community Health and Clinical Medicine for the Pacific, 8(1),44-46
- Cook, G.T., Bonsall, C., Hedges, R.E.M., McSweeney, K., Boronean, V. amp; Pettitt, P.B., (2001), A freshwater diet-derived 14C reservoir effect at the stone age sites in the Iron Gates Gorge, Radiocarbon, 42(2),453-460
- Hedges, R.E.M., (2001), The future of the past, Radiocarbon, 43(2),141-148
- Hillman, G., Hedges, R. E. M., Moore, A., Colledge, S. & Pettitt, P., (2001), New evidence of Lateglacial cereal cultivation at Abu Hureya on theEuphrates,, The Holocene, 11(4),383-393
- Hodgins G. W. L. & Hedges, R. E. M., (2001), On the immunological characterisation of ancient collagen, Archaeological Sciences '97 BAR International Series 939, 2001 (Ed. A. Millard), ,61-67 : Proceedings of the conference held at the University of Durham 2nd - 4th September 1997
- Hodgins, G. W. L., Butters, T. D., Bronk Ramsey, C. & Hedges, R. E. M., (2001), The chemical and enzymatic hydrolysis of archaeological wood cellulose and monosaccharide purification by high pH anion exchange chromatography for compound-specific radiocarbon dating, Radiocarbon, 43(3),209-215
- Hodgins, G. W. L., Thorpe, J. L., Coope, G. R. & Hedges, R. E. M., (2001), Protocol development for purification and characterization of sub-fossil insect chitin for stable isotopic analysis and radiocarbon dating, Radiocarbon, 43(3),199-208
- Montes, L., Utrilla, P., & Hedges, R. E. M., (2001), Le passage Paleolithique Moyen-Paleolithique Superieur dans la Vallee de l'Ebre (Espagne). Datations radiometriques des grottes de Pena Miel et Gabasa, Les Premiers Hommes Modernes de la Peninsule Iberique, Actes du colloque de la Commission VIII de L'UISPP, 87-102,87-102
- O'Connell, T.C. & Hedges R.E.M, (2001), Isolation and isotopic analysis of individual amino acids from archaeological bone collagen: a new method using RP-HPLC, Archaeometry, 43 (3),421-438
- O'Connell, T.C., Hedges, R.E.M., Healey M.A. & Simpson, A.H.R.W., (2001), Isotopic comparison of hair, bone and nail: modern analyses, Journal of Archaeological Science, 28,1247-1255
- Pike, A.W.G., Nielsen-Marsh, C. & Hedges, R. E. M, (2001), Modelling bone dissolution under different hydrological regimes, Archaeological Sciences 97 BAR International Series 939,(Ed. A. Millard), ,127-132 : Proceedings of the conference held at the University of Durham 2nd - 4th September 1997
- Richards, M. P., Hedges, R. E. M., Walton, I., Stoddart, S. & Malone, C, (2001), Neolithic diet at the Brochtorff Circle, Malta, European Journal of Archaeology, 4 (2),253-262
- Stott, A. W., Berstan, R., Evershed, P., Hedges, R. E. M., Bronk Ramsey, C. & Humm, M. J, (2001), Radiocarbon dating of single compounds isolated from pottery cooking vessel residue, Radiocarbon, 43, Nr 2A,191-197 : Proceedings of 17th Int'l Radiocarbon Conference Jerusalem 2000
- Wright, E.V., Hedges, R. E. M., Bayliss, A. & Van de Noort, R., (2001), New AMS radiocarbon dates for the North Ferriby boats - a contribution to dating prehistoric seafaring in northwestern Europe, Antiquity, 75,726-734

2002:
- Bronk Ramsey, C., Higham, T.F.G., Owen, D.C., Pike, A.W.G. & Hedges, R.E.M., (2002), Radiocarbon dates from the Oxford AMS System: Datelist 31, Archaeometry, 44(3). Suppl 1.,1-149
- Cook, G.T., Bonsall, C., Hedges, R.E.M., McSweeney, K., Boroneant, V., Bartosiewicz, L. & Pettitt, P.B., (2002), Problems of dating human bones from the iron gates, Antiquity, 76(291),77-85
- Hedges, R.E.M., (2002), Bone diagenesis: An overview of processe, Archaeometry, 44(3),319-328
- Pike, A. W. G., Hedges, R. E. M. & Van Calsteren, P., (2002), U-series dating of bone using the diffusion-absorption model, Geochimica et Cosmochimica Acta, 66 (24),4273-4286

2003:
- Charles, R, Hedges R., & Jadin, I, (2003), Aurignacian point, butchery remains and radiocarbon accelerator dates from the Trou Magrite at Pon-a-Lesse, Antrhopologica et Praehistorica, 114,1-4
- Gonzalez, S., Jiménez-Lopez, J.C., Hedges, R., Huddart, D., Ohman, J.C., Turner, A. & Pompa y Padilla, J.A., (2003), Earliest humans in the Americas: new evidence from México, Journal of human evolution, 44(3),370-387
- Gonzalez, S., Jimenez-Lopez, J. C., Hedges, R. E. M., Huddart, D., Ohman, J. C. & Turner, A., (2003), Earliest humans in the Americas: new evidence from Mexico, Journal of human evolution, 44 (3),379-387
- Hedges, R. E. M., (2003), Puzzling out the past, Nature, 422,667
- Hedges, R.E.M., (2003), On bone collagen - apatite-carbonate isotopic relationships, International Journal of Osteoarchaeology, 13,66-79
- Hedges, R.E.M., (2003), Archaeological verification: Puzzling out the past, Nature, 422 (6933),667
- Lampert, C. D., Glover, I. C., Hedges, R. E. M., Heron, C. P., Higham, T. F. G., Stern, B., Shoocongdej, R. & Thompson, G.B., (2003), Dating resin coating on pottery: the Spirit Cave early ceramic dates revised, Antiquity, 77, 295,126-133
- Richards, M. P., Schulting, R. J. & Hedges, R. E. M., (2003), Sharp shift in diet at onset of Neolithic, Nature, 425,366
- Richards, M.P., Hedges, R.E.M., (2003), Variations in bone collagen delta-13C and delta-15N values of fauna from Northwest Europe over the last 40 000 years, Palaeogeography, Palaeoclimatology, Palaeoecology, 193,261-267
- Stott, A. W., Berstan, R., Evershed, R. P., Bronk-Ramsey, C., Hedges, R. E. M. & Humm, M. J, (2003), Direct dating of Archaeological pottery by compound-specific 14C analysis of preserved lipids, Analytical Chemistry, 75,5037-5045

2004:
- Bonsall, C., Cook, G.T., Hedges, R.E.M., Higham, T.F.G., Pickard, C. & Radovanovi, I., (2004), Radiocarbon and stable isotope evidence of dietary change from the mesolithic to the middle ages in the Iron Gates: New results from Lepenski Vir, Radiocarbon, 46 (1),293-300
- Bronk Ramsey, C, Higham, T.F.G, Bowles, A. & Hedges, R., (2004), Improvements to the pretreatment of bone at Oxford, Radiocarbon, 46(1),155-163
- Fuller, B.T., Fuller, J.L., Sage, N.E., Harris, D.A., O'Connell, T.C. & Hedges, R.E.M., (2004), Nitrogen balance and delta-15N: Why you're not what you eat during pregnancy, Rapid Communications in Mass Spectrometry, 18 (23),2889-2896
- Hedges, R.E.M., (2004), Isotopes and red herrings, Antiquity, 78(229),34-37
- Hedges, R.E.M., Stevens, R.E. & Richards, M.P., (2004), Bone as a stable isotope archive for local climatic information, Quaternary Science Reviews, 23(7-8),959-965
- Higham, T.F.G., Hedges, R.E.M., Anderson, A.J, Bronk Ramsey, C. & Fankhauser, B., (2004), Problems associated with the AMS dating of small bone samples: The question of the arrival of Polynesian rats to New Zealand, Radiocarbon, 46(1),207-218
- Lampert, C.D., Glover, I.C., Hedges, R.E.M., Heron, C.P., Higham, T.F.G., Stern, B, Shoocongdej, R., Thompson, (2004), AMS radiocarbon dating of resins on ceramics: Results from Spirit Cave, Thailand, in 14C and Archaeology, TFG Higham, C. Bronk Ramsey, D.C Owen (eds)., ,161-169 : Proceedings of Fourth Symposium, Oxford 2002
- Shin, J.Y, O'Connell, T.C., Black, S. & Hedges, R.E.M, (2004), Differentiating bone osteonal turnover rates by density fractionation; validation using the bomb 14C atmospheric pulse, Radiocarbon, 46 (2),853-861
- Tripp, J., Higham, T.F.G. & Hedges, R.E.M., (2004), A pre-treatment procedure for the AMS radiocarbon dating of sub-fossil insect remains, Radiocarbon, 46(1),147-154

2005:
- Birchall, J., O'Connell, T.C. Heaton, T.H.E. & Hedges, R.E.M., (2005), Hydrogen isotope ratios in animal body protein reflect trophic level, Journal of Animal Ecology, 74,877-881
- Formicola, V., Pettitt, P.B., Maggi, R. & Hedges, R., (2005), Tempo and mode of formation of the Late Epigravettian necropolis of Arene Candide cave (Italy): Direct radiocarbon evidence, Journal of Archaeological Science, 32(11),1598-1602
- Fuller, B.T., Fuller, J.L., Sage, N.E., Harris, D.A., O'Connell, T.C. & Hedges, R.E.M., (2005), Nitrogen balance and delta-15N: Why you're not what you eat during nutritional stress, Rapid Communications in Mass Spectrometry, 19(18),2497-2506
- Hedges, R.E.M., Thompson, J.M.A. & Hull, B.D., (2005), Stable isotope variation in wool as a means to establish Turkish carpet provenance, Rapid Communications in Mass Spectrometry, 19(22),3187-3191
- McCullagh, J.S.O., Tripp, J.A. & Hedges, R.E.M., (2005), Carbon isotope analysis of bulk keratin and single amino acids from British and North American hair, Rapid Communications in Mass Spectrometry, 19(22),3227-3231
- Pike, A.W.G., Eggins, S., Grün, R., Hedges, R.E.M. & Jacobi, R.M, (2005), U-series dating of the Late Pleistocene mammalian fauna from Wood Quarry (Steetley), Nottinghamshire, UK, Journal of Quaternary Science, 20(1),59-65
- Schulting, R.J, Trinkaus, E., Higham, T.F.G., Hedges, R.E.M., Richards, M. A. & Cardy, B., (2005), A Mid-Upper Palaeolithic human humerus from Eel Point, South Wales, UK, Journal of Human Evolution, 48(5),493-505

2006:
- Fuller, B.T., Fuller, J.L., Harris, D.A. & Hedges, R.E.M., (2006), Detection of breastfeeding and weaning in modern human infants with carbon and nitrogen stable isotope ratios, American Journal of Physical Anthropology, 129,279-293
- Fuller, B.T., Molleson, T.I., Harris, D.A., Gilmour, L.T., & Hedges, R.E.M., (2006), Isotopic evidence for breastfeeding and possible adult dietary differences from Late/Sub-Roman Britain, American Journal of Physical Anthropology, 129,45-564
- Honch, N.V., Higham, T.F.G., Chapman, J., Gaydarska, B. & Hedges, R.E.M., (2006), A palaeodietry investigation of carbon (13C/12C) and nitrogen (15N/14N) in human and faunal bones from Copper Age cemeteries of Varna and Durankulak, Bulgaria, Journal of Archaeological Science, 33(11),1493-1504
- McCullagh, J.S.O., Juchelka, D. & Hedges, R.E.M., (2006), Analysis of amino acid 13C abundance from human and faunal bone collagen using liquid chromatography/isotope ratio mass spectrometry, Rapid Communications in Mass Spectrometry, 20,2761-2768
- Tripp, J.A., McCullagh, J.S.O. & Hedges, R.E.M., (2006), Preparative separation of underivatized amino acids for compound-specific stable isotope analysis and radiocarbon dating of hydrolyzed bone collagen, Journal of Separation Science, 29(1),41-48

2007:
- Hedges, R.E.M. & Reynard, L.M., (2007), Nitrogen isotopes and the trophic level of humans in archaeology, Journal of Archaeological Science, 34,1240-51

2008:
- Berstan, R., Stott, A.W., Minnitt, S., Bronk Ramsey, C., Hedges, R.E.M. & Evershed, R.P., (2008), Direct dating of pottery from its organic residues: new precision using compound-specific carbon isotopes, Antiquity, 82,702-713
- Reynard, L.M. & R.E.M. Hedges, R.E.M., (2008), Stable hydrogen isotopes of bone collagen in palaeodietary and palaeoenvironmental reconstruction, Journal of Archaeological Science, 35,1934-1942

2009:
- Schroeder, H., O'Connell, T.C., Evans, J.A., Shuler, K.A. &Hedges, R.E.M., (2009), Trans-atlantic slavery: Isotopic evidence for forced migration to Barbados, American Journal of Physical Anthropology, ,DOI: 10.1002/ajpa.21019

2. Könyvrészletek
2001:
- Hedges, R.E.M., (2001), Dating in archaeology; past, present and future: in Handbook of Archaeological Sciences (ed. D. R. Brothwell &A. M. Pollard),: 3-8, John Wiley & Sons, Ltd.

2003:
- O'Connell, T.C., Levine M.A. & Hedges, R.E.M, (2003), The importance of fish in the diet of central Eurasian peoples from the Mesolithic to the Early Iron Age: in "Prehistoric Steppe Adaptation and the Horse", (eds. M.A. Levine, C. Renfrew & K. Boyle). Cambridge: 253-268, McDonald Institute Monograph

2004:
- Privat, K., O.Connell, T.C., Neal ,K. & Hedges, R.E.M, (2004), Fermented dairy product analysis and palaeodietary repercussions: is stable isotope analysis not cheesy enough?: in "The Archaeology of Animal Fats, Oils and Dairying" (eds. J. Mulville & A. Outram.): , Oxford: Oxbow Books

2006:
- Hedges, R.E.M., Stevens, R.E. & Koch, P.L., (2006), Isotopes in bone and teeth: in Iotopes in palaeoenvironmental research" (ed. Leng, M.J.), vol.10 of Developments in Environmental Rese: , Springer, The Netherlands